# Nanti Agung (Semidang Alas)
Nanti Agung is een bestuurslaag in het regentschap Seluma van de provincie Bengkulu, Indonesië. Nanti Agung telt 577 inwoners (volkstelling 2010).